# Терратс, Рамон
Рамон Терратс Эспасио (исп. Ramon Terrats Espacio; род. 18 октября 2000, Барселона) — испанский футболист, полузащитник клуба «Вильярреал», выступающий на правах аренды за клуб «Эспаньол».

## Клубная карьера
Терратс — воспитанник клубов «Европа» и «Дамм». В 2019 году Рамон подписал контракт с «Сант-Андреу». В том же году он дебютировал за основной состав. В 2020 году Терратс перешёл в «Жирону». 4 ноября в матче против «Сарагосы» он дебютировал в Сегунде. В 2022 году игрок помог клубу выйти в элиту. 14 августа в матче против «Валенсии» он дебютировал в Ла Лиге. В начале 2023 года Терратс на правах аренды перешёл в «Вильярреал». 18 февраля в матче против «Мальорки» он дебютировал за новую команду. 30 апреля в поединке против «Сельты» Рамон забил свой первый гол за «Вильярреал». По окончании аренды клуб выкупил трансфер игрока. Сумма трансфера составила 2,5 млн. евро. 